# Adobe Encore
Adobe Encore es un software desarrollado por Adobe Systems Incorporated que permite la creación de diferentes clases de menús y opciones para controlar el contenido de discos DVD, Blu-ray Disc, proyectos interactivos de Adobe Premiere Pro, Adobe After Effects, Adobe Flash, Adobe Photoshop, Adobe Illustrator y Adobe Audition. Fue conocido como Adobe Encore DVD hasta el año 2006 y se vendía por separado de la Adobe Creative Suite hasta el lanzamiento de su versión CS3 en 2007, donde se incluyó en la versión bundle del paquete, rebautizado como Adobe Encore y convertido en complemento directo del software de edición de video Adobe Premiere Pro. En las siguientes versiones de la Adobe CS fue ampliada su integración con los demás software de edición de fotografía, vectores, animación, audio y efectos visuales. Su última versión es el Adobe Encore CS6 y ya no se encuentra disponible en las versiones de Adobe Cloud.

## Características
Adobe Encore es una aplicación en forma de estudio destinado a la programación de menús contextuales e interactivos para proyectos de vídeo, mediante la creación de diagramas de flujo u hojas de cálculo que asignan la ruta a través del contenido. También gestiona la organización de diferente material audiovisual dentro de un DVD o Blu-ray Disc y la división en segmentos o capítulos de los clips de vídeo.
Permite diseñar escenarios de navegación para los segmentos del diagrama de flujo y la configuración de elementos integrados al videoclip para su reproducción como pistas de audio o subtítulos.

## Requerimientos de hardware para la última versión
Al ser el Adobe Encore CC un complemento directo del software de edición de vídeo Adobe Premiere Pro CC, sus requisitos de hardware están estimados por el programa principal.

## Requisitos del sistema de Adobe Premiere Pro CC

### Windows
- Intel® Core™ 2 Duo o AMD Phenom® II, soporte de 64 bits requerido
- Windows 7 con Service Pack 1, Windows 8 o Windows 8.1
- 4 GB de RAM (se recomiendan 8 GB)
- 4 GB de espacio disponible en disco duro para la instalación, el espacio libre adicional durante la instalación (no se puede instalar en dispositivos de almacenamiento flash extraíbles)
- Espacio de disco adicional necesario para previsualizar archivos y otros archivos de trabajo (10 GB recomendados)
- 1280x800 pantalla
- 7200 RPM o unidad de disco duro más rápida (varias unidades de disco rápidas, preferentemente RAID 0 configurado, recomendado)
- Tarjeta de sonido compatible con el protocolo ASIO o Microsoft Windows Driver Model
- Software QuickTime 7.6.6 necesario para funciones de QuickTime
- Opcional: Adobe certificado por tarjeta GPU de la siguiente lista con al menos 1 GB de VRAM de GPU acelerada de rendimiento
- Conexión a Internet y el registro son necesarios para la activación del software requerido, la validación de membresía y el acceso a servicios en línea.

### Mac OS
- Procesador multinúcleo Intel con soporte de 64 bits
- Mac OS X v10.7, 10.8 o 10.9
- 4 GB de RAM (se recomiendan 8 GB)
- 4 GB de espacio disponible en disco duro para la instalación, el espacio libre adicional durante la instalación (no se puede instalar en un volumen que utilice un sistema de archivos entre mayúsculas y minúsculas o en dispositivos de almacenamiento flash extraíbles)
- Espacio de disco adicional necesario para previsualizar archivos y otros archivos de trabajo (10 GB recomendados)
- 1280x800 pantalla
- 7200 RPM disco duro (múltiples unidades de disco rápidas, preferentemente RAID 0 configurado, recomendado)
- Software QuickTime 7.6.6 necesario para funciones de QuickTime
- Opcional: Adobe certificado por tarjeta GPU de la siguiente lista con al menos 1 GB de VRAM de GPU acelerada de rendimiento
- Conexión a Internet y el registro son necesarios para la activación del software requerido, la validación de membresía y el acceso a servicios en línea.

Para ver las tarjetas gráficas recomendadas y las listas de compatibilidad con la versión Adobe Premiere Pro CC, consulte la página de Adobe

## Requerimientos de hardware para versiones anteriores
Al ser el Adobe Encore CS6 un complemento directo del software de edición de vídeo Adobe Premiere Pro CS6, sus requisitos de hardware están estimados por el programa principal.

### Requisitos del sistema de Adobe Premiere Pro CS6

#### Windows
- Procesador Intel® Core™ 2 Duo o AMD Phenom® II; con compatibilidad con 64 bits
- Microsoft® Windows® 7 con Service Pack 1 y Windows® 8. Consulte las preguntas frecuentes de CS6 para obtener más información acerca de la compatibilidad con Windows 8
- 4 GB de RAM (se recomienda 8 GB)
- 4 GB de espacio disponible en disco duro para la instalación; se necesita espacio libre adicional durante la instalación (no se puede instalar en dispositivos de almacenamiento extraíbles flash)
- Se necesita espacio en disco para previsualizar archivos y otros archivos de trabajo (10 GB recomendado)
- Pantalla de 1.280 x 900
- Sistema compatible con OpenGL 2.0
- Unidad de disco duro de 7200 RPM (varias unidades de disco rápidas, preferentemente con RAID 0 configurado, recomendado)
- Tarjeta de sonido compatible con el protocolo ASIO o Microsoft Windows Driver Model
- Unidad de DVD-ROM compatible con DVD de doble capa (grabadora DVD+-R para grabación de DVD; grabadora Blu-ray para la creación de medios de discos Blu-ray)
- Para las funciones de QuickTime, se necesita el software QuickTime 7.6.6.
- Opcional: tarjeta GPU certificada para Adobe para rendimiento acelerado por GPU
- Este software no funcionará sin activación. Es necesaria una conexión a Internet de banda ancha y registro para la activación de software, la validación de las suscripciones y el acceso a los servicios en línea. La activación por teléfono no está disponible.

#### Mac OS
- Procesador Intel de varios núcleos compatible con aplicaciones de 64 bits
- Mac OS X v10.6.8, v10.7 o v10.8
- 4 GB de RAM (se recomienda 8 GB)
- 4 GB de espacio disponible en el disco duro, más GB de espacio para el contenido opcional; durante la instalación, se necesita espacio libre adicional (no se puede instalar en un volumen que utilice un sistema de archivos que distinga mayúsculas de minúsculas, ni en dispositivos de almacenamiento flash extraíbles)
- Se necesita espacio en disco para previsualizar archivos y otros archivos de trabajo (10 GB recomendado)
- Pantalla de 1.280 x 900
- Unidad de disco duro de 7200 RPM (varias unidades de disco rápidas, preferentemente con RAID 0 configurado, recomendado)
- Sistema compatible con OpenGL 2.0
- Unidad de DVD-ROM compatible con DVD de doble capa (SuperDrive para grabación de DVD; grabadora Blu-ray para la creación de medios de discos Blu-ray)
- Para las funciones de QuickTime, se necesita el software QuickTime 7.6.6.
- Opcional: tarjeta GPU certificada para Adobe para rendimiento acelerado por GPU
- Este software no funcionará sin activación. Es necesaria una conexión a Internet de banda ancha y registro para la activación de software, la validación de las suscripciones y el acceso a los servicios en línea. La activación por teléfono no está disponible.

Para ver las tarjetas gráficas recomendadas y las listas de compatibilidad con la versión Adobe Premiere Pro CS6, consulte la página de Adobe
Para ver los requisitos del sistema de versiones más antiguas, consulte la página de Adobe

## Idiomas disponibles
Todas las versiones de Adobe Encore a partir de la CS3 están disponibles en los siguientes idiomas:
- Inglés
- Castellano
- Francés
- Alemán
- Italiano
- Coreano
- Chino